# Howaia mogera
Espèce
Synonymes
- Nesticus mogera Yaginuma, 1972
- Nesticus helenensis Hubert, 1977

Howaia mogera est une espèce d'araignées aranéomorphes de la famille des Nesticidae.

## Distribution
Cette espèce se rencontre au Japon, en Corée du Sud et en Chine.
Elle a été introduite en Europe, dans les îles du Pacifique et à Sainte-Hélène.

## Description
Le mâle holotype mesure 1,8 mm et la femelle paratype 2,7 mm,
Le mâle mesure 2,1 mm et la femelle 2,7 mm.
Le mâle décrit par Ballarin et Eguchi en 2023 mesure 1,94 mm et la femelle 2,44 mm, les mâles mesurent de 1,89 à 2,02 mm et les femelles de 2,08 à 2,88 mm.

## Systématique et taxinomie
Cette espèce a été décrite sous le protonyme Nesticus mogera par Yaginuma en 1972. Elle est placée dans le genre Howaia par Lehtinen et Saaristo en 1980, dans le genre Nesticella par Wunderlich en 1986 puis dans le genre Howaia par Sherwood, Jocqué, Henrard et Fowler en 2023.
Nesticus helenensis a été placée en synonymie par Sherwood, Jocqué, Henrard et Fowler en 2023.

## Publication originale
- Yaginuma, 1972 : « Revision of the short-legged nesticid spiders of Japan. » Bulletin of the National Museum of Nature and Science, vol. 15, no 4, p. 619-622.